# Teheivarii Ludivion
Teheivarii Ludivion (1º luglio 1989) è un calciatore francese nato a Tahiti, difensore del Vénus.

## Caratteristiche tecniche
Difensore centrale con un buon fisico, in grado di usare indifferentemente sia il piede destro che il sinistro.

## Carriera

### Club
Ha giocato nella prima divisione tahitiana. In carriera ha giocato complessivamente 8 partite in OFC Champions League.

### Nazionale
Ha partecipato ai Mondiali Under-20 del 2009, nei quali ha giocato 3 partite senza mai segnare.
Il 23 giugno 2013 gioca da titolare contro l'Uruguay nella terza ed ultima partita della fase a gironi della Confederations Cup, venendo espulso al 59' per doppia ammonizione. Tra il 2010 ed il 2013 ha totalizzato complessivamente 21 presenze ed una rete in nazionale.

## Palmarès

### Nazionale
Coppa d'Oceania: 1 
2012